# NGC 530
NGC 530 é uma galáxia espiral (S0-a) localizada na direcção da constelação de Cetus. Possui uma declinação de -01° 35' 13" e uma ascensão recta de 1 horas, 24 minutos e 41,7 segundos.
A galáxia NGC 530 foi descoberta em 20 de Novembro de 1886 por Lewis A. Swift.